# Le Cheylard
Le Cheylard es una comuna francesa situada en el departamento de Ardèche, en la región de Auvernia-Ródano-Alpes.

## Demografía
| 3735 | 3979 | 4262 | 4239 | 3833 | 3514 | 2849 |
| Para los censos de 1962 a 1999 la población legal corresponde a la población sin duplicidades (Fuente: INSEE [Consultar]) |      |      |      |      |      |      |